# Путинцев, Николай Афанасьевич
Николай Афанасьевич Путинцев (7 ноября 1925, Раскатиха, Уральская область — 29 июня 2015, Белово, Кемеровская область) — машинист экскаватора Бачатского угольного разреза комбината «Кузбасскарьеруголь», Герой Социалистического Труда (1966), участник Великой Отечественной войны.

## Биография
Николай Афанасьевич Путинцев родился 7 ноября 1925 года в селе Раскатиха Раскатихинского сельсовета Чернавского района Курганского округа Уральской области РСФСР, ныне село входит в Притобольный муниципальный округ Курганской области.
Окончил шесть классов неполной средней школы села Межборного. Затем работал в детском доме рабочим.
Н. А. Путинцев — участник Великой Отечественной войны. Служба в армии началась в 1942 году с учёбы в Челябинской 9-й окружной школе снайперов. В 1943 году, после окончания школы прибыл под Киев, где воевал в составе 8-го гвардейского полка 3-й гвардейской воздушно-десантной дивизии на Втором Украинском фронте. Принимал участие в ликвидации Корсунь-Шевченковской и Яссо-Кишиневской группировок немецких войск. Был ранен. После госпиталя — направление в артиллерийский полк. Форсировал Тиссу, освобождал Молдавию, Румынию, Венгрию, Чехословакию в составе 387-го орденов Александра Невского и Богдана Хмельницкого пушечно-артиллерийского полка Резерва Главного Командования. Награждён медалью «За отвагу». Демобилизовался в феврале 1948 года, рядовой.
Первая запись в трудовой книжке Николай Афанасьевича 17 ноября 1949 года — принят рабочим нижней бригады (нижником) в Бачатское стройуправление треста «Кемероводомжилстрой» комбината «Кемеровоуголь». В феврале 1950 года он поступил на курсы машинистов экскаватора, 5 ноября 1950 года принят на Бачатский угольный разрез помощником машиниста экскаватора.
С 1951 года Н. А. Путинцев машинист экскаватора, а с 1953 года — бригадир экскаваторной бригады. Возглавляемая им бригада стала инициатором почина «Каждому забою, машине, механизму — высокую нагрузку». В 1958 году бригада взялась переработать за год миллион кубометров породы и вызвала на соревнование других механизаторов. При этом бригада Н. А. Путинцева за год переработала шагающим экскаватором ЭШ-4/40 1,4 млн кубометров горной массы. Так началось движение «миллионеров» в Кузбассе.
29 июня 1966 года Николаю Афанасьевичу Путинцеву присвоено звание Героя Социалистического Труда.
Машинистом экскаватора на Бачатском разрезе проработал до 1980 года и вышел на пенсию, но продолжил свою трудовую деятельность. Николай Афанасьевич стал наставником большого количества машинистов экскаваторов. Работал на разрезе, в том числе слесарем на установке по переработке угля. Ушёл на заслуженный отдых в 1990 году.
Николай Афанасьевич Путинцев умер 29 июня 2015 года в городе Белово Беловского городского округа Кемеровской области, ныне Кемеровская область — Кузбасс.

## Награды
- Герой Социалистического Труда, 29 июня 1966 года
  - Орден Ленина № 385089
  - Медаль «Серп и Молот» № 12592
- Орден Отечественной войны I степени, 6 апреля 1985 года[2]
- Медаль Жукова
- Медаль «За отвагу», 17 ноября 1944 года
- Медаль «За трудовое отличие», 26 апреля 1957 года
- Медаль «В ознаменование 100-летия со дня рождения Владимира Ильича Ленина», 1970 год
- Знак «Шахтёрская слава» трех степеней
- Золотой знак «Шахтерская доблесть»
- Звание «Почётный гражданин Кемеровской области», 26 октября 2005 года
- Звание «Почётный гражданин города Белово»
- Медаль «За особый вклад в развитие Кузбасса» II и III степени
- Медаль «За служение Кузбассу»
- Медаль «60 лет Кемеровской области»
- Медаль «65 лет Кемеровской области»

Другие награды.

## Память
- В мае 2021 года введён самосвал БелАЗ-75306 с бортовым номером 1646 на Бачатском угольном разрезе» АО «УК «Кузбассразрезуголь», самосвалу присвоено имя Путинцева Николая Афанасьевича[3].

## Семья
Дочь Галина Фоменко, сын Сергей Путинцев, сын Александр Путинцев. Внуки: Константин Фоменко, Кирилл Фоменко, Сергей Путинцев, Ирина Путинцева, Денис Путинцев, Юлия Путинцева.